# ドバイチョコレート
ドバイチョコレート（英語: Dubai chocolate）は、クナーフェとピスタチオのフィリング入りの板チョコレートである。2021年にアラブ首長国連邦ドバイのFIX（フィックス）デザート・ショコラティエによって「Can't Get Knafeh of It 」というブランド名で作られた。この商品はソーシャルメディアでインフルエンサーたちによって宣伝されたのち、2024年に人気となった。

## 概要
ドバイチョコレートはミルクチョコレートから作られ、 ピスタチオ、細かく砕いたカダイフ、そしてタヒニペーストを混ぜて作られた中東の菓子クナーフェにインスパイアされた甘いクリームが詰められている。
ドバイチョコレートは200グラムの平たい板チョコとしてハンドメイドで製造されているが、特製のチョコレート型を使用し、グーイーでありながら同時にザクザクとしたピスタチオグリーン色のクリームをフィリングとしてチョコレートの中に閉じ込めているのが特徴で、表面はカラフルな食用ペイントで彩られている。

## 歴史
FIXデザート・ショコラティエは、2021年にイギリス系エジプト人の起業家サラ・ハムーダによってドバイで創業された。店名のFIXは、「信じられないほど素晴らしい体験」を意味する"freaking incredible experience"の頭文字に由来する。ハムーダは、独自の食感と風味を組み合わせた板チョコを作ることを目指し、フィリングに焦点を当てて自社を競合他社と差別化しようと図った。彼女は、製品を作るにあたって自身の妊娠中に無性に食べたくなるものに着想を得たほか、デーツ、カラック、クナーフェ、バクラヴァなど中東の伝統的なアラブ料理の食材やフレーバーを取り入れた。
FIXデザート・ショコラティエは数種類の違ったフレーバーの板チョコを販売しているが、ドバイチョコレートと呼ばれるものはもともと「Can't Get Knafeh of It」の名前で販売され、現在もその同じ名で同店で販売され続けてられている
ドバイチョコレートが最初に広く知られるようになったのは、2023年12月18日にユーザー名mariavehera257を使用しているマリア・ベヘラというフード・インフルエンサーが、ドバイチョコレートを含むFIXデザート・ショコラティエのさまざまな種類のチョコレートを食べる動画をTikTokに投稿したこときっかけだった。ベヘラがザクザクと食べる咀嚼音と、チョコレートの色合いとフィリングのグーイーなヴィジュアルがASMR効果が高いと話題になり、一年後、この動画は1億回以上の再生回数を獲得し、他のインフルエンサー数人も自身がチョコレートを食べる動画を作成した。
複雑な製造方法と増加する需要が価格を押し上げた。さらにアラブ首長国連邦国内のみで販売するという限定供給に対して需要がはるかに上回ったため、個人がショップや製造者からドバイチョコレートを大量に購入し、転売市場で元値よりはるかに高いマージンを乗せて転売するようになった。この板チョコを入手するための強盗も報告されている。
ドバイチョコレートの密輸事件も報告されている。2024年10月、密輸業者は各200グラムの板チョコ約2,540枚を関税を支払うことなく国境を越えて密輸していると、数日の間に2度にわたりオーストリアの税関に摘発された。
2024年11月にもドイツのヴァイル・アム・ライン近郊で、密輸業者が45キログラムのドバイチョコレートを国境を越えて持ち込もうとした。
2025年1月、世界経済フォーラムの年次総会「ダボス会議」では、ドバイから空輸されたFIXデザート・ショコラティエのチョコが供給され、参加者は話題の元祖ドバイチョコレートの味見をしようと氷点下の寒さの中長時間長蛇の列をなし、同製品が世界の経済界から熱い注目を集めていることを示した。

## 法的紛争

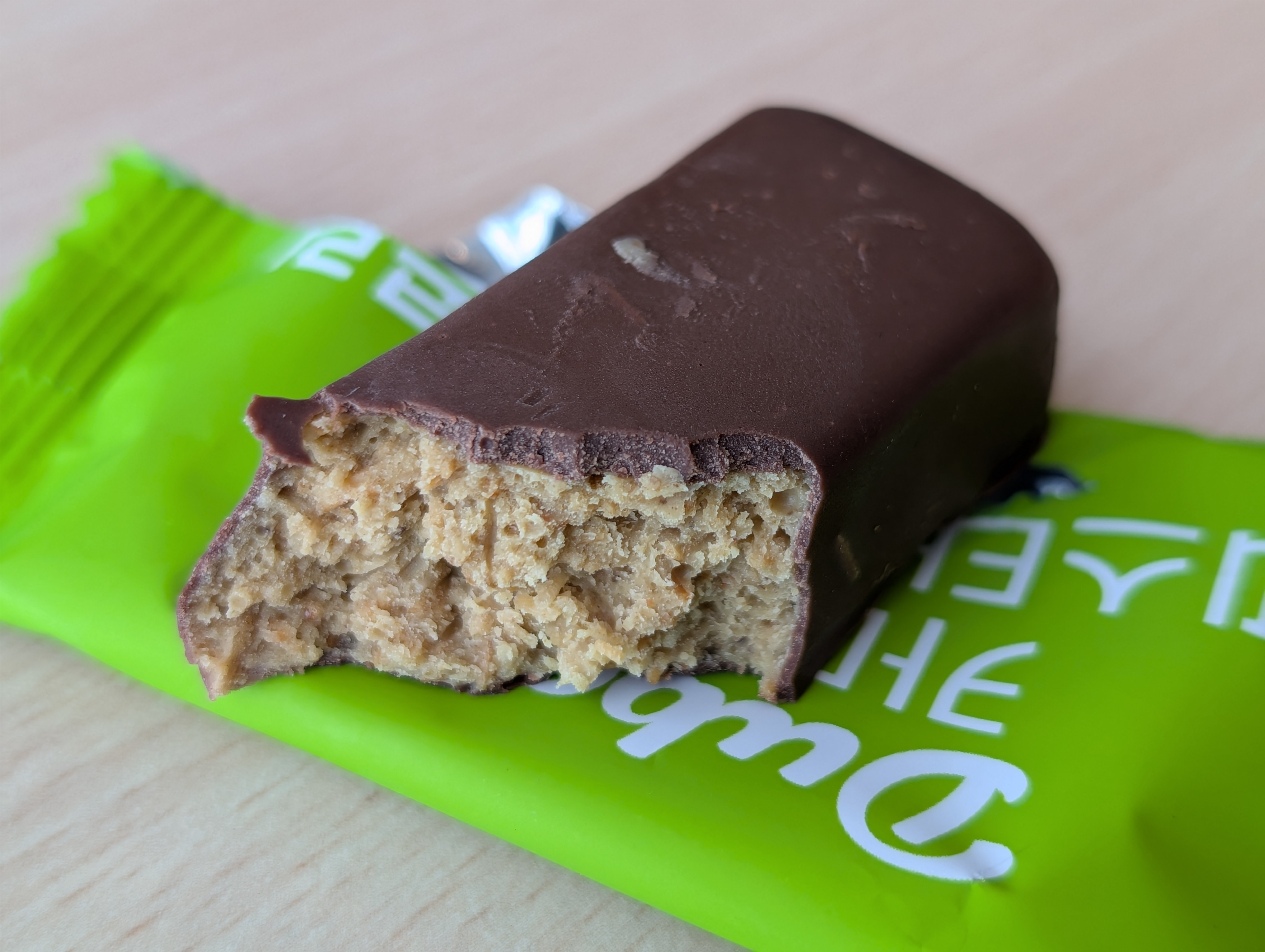
韓国で販売されているドバイスタイルのチョコレート

### 偽造品、模倣品、オンラインスキャマー
FIXの動画が拡散されるとすぐに人々は自分たちのバージョンの"ドバイチョコレート"を作り始めた。インフルエンサーたちはしばしば自分のキッチンで"ドバイチョコレート"を作り、頻繁に自分が発明者であると主張した。 
2024年の9月ごろまでにはFIXデザート・ショコラティエの正規のオンライショップと見まがうほど巧妙なスキャマーの偽造ウェブサイトが報告された。これらのサイトは注文者からの支払いを受け取るが購入品は送られることはなく、その後サイトは閉鎖され消費者は商品を入手することも返金を受けることがないとメディアで警告がなされた。 
偽造品や模倣品、そしてオンラインスキャミング例の頻度が非常に増加したため、FIXデザート・ショコラティエは実店舗や自身のオンライショップ及び正規販売代理店を持たず、アラブ首長国連邦国内においてフードデリバリー会社Deliverooを通してでのみ入手可能であるという声明を何度も発している。

### 名称の法的係争
FIXデザート・ショコラティエに加え、リンツのような大規模メーカーが自社製品を"ドバイチョコレート"として製造と販売を始めた。リンツにおいては、厳選された高級食材を使用した"ドバイチョコレート"を限定販売したため、オリジナルと同様に元の販売価格を大きく上回る高値で転売市場において転売された。ドバイで製造されている模倣品「FEXドバイ・チョコレート」のドイツの輸入業者が、リンツ、アルディ、リドルというメーカーの製品がドバイで生産されていないとして、それらのメーカーに販売停止・中止通告書を送付した。地理的表示は原則としてジュネーブ条約のリスボン協定に基づいて保護可能だが、アラブ首長国連邦は同協定に調印していなかった。
当初、停止・中止通告書は効果が発揮されず、多くの"ドバイチョコレート"のドイツのスーパーマーケットでの流通が続いた。
多くの法学者によれば、「ドバイチョコレート」という用語は欧州連合市場ではすでに一般名称化商標であり、地理的表示は含まれていないと主張していた。
しかし、今後アラブ首長国連邦が二国間協定を結び、その締結相手国で地理的表示を保護する可能性や、"ドバイチョコレート"として製造・販売をしながらも、ドバイで製造されていない場合やドバイで生産された原材料が含まれていない場合、誤った地理的つながりを暗示し消費者を誤認させるような表示と判断される可能性も指摘されていた。
2025年1月、ドイツのケルンの裁判所はアルディが販売していた「アリヤン・ドバイ・ハンドメイド・チョコレート 」の販売中止の判断を下した。そのチョコレート自体はトルコで製造されドイツに輸入されていたが、消費者がドバイで製造されドイツに輸入されていると誤認するとして、製品裏面にトルコ製であると明記されている（よって誤認を引き起こしていない）というアルディの訴えを退け、実質ドバイ・チョコレートとして流通するためにはドバイで製造されたものではなくてはならないとした。同法廷はトルコ製である表記が製品裏面という位置で、かつ小さいフォントで表示されていたことは（誤認を引き起こさない措置として）十分ではないと記した。また、アルディの商品は、実際は工場で製造されているにもかかわらずハンドメイドとしている点も裁判中に槍玉に挙げられた。しかし、アルディは控訴する可能性もあり、リンツとリンデルに対する訴訟は判断がまだ出ていない。
なおリンツは訴訟の最中、オリジナルを模した自社の商品をドバイチョコレートからドバイスタイルチョコレートという名称に変更した。これは裁判での敗訴リスクを下げるためだと見られている。

## 影響
ドバイチョコレートの爆発的な人気によって、世界中の家庭や食品ビジネスがありとあらゆる食品にピスタチオを加え始め、板チョコ以外の食品にもドバイ・ブラートヴルスト、ドバイ・チュロスなど、ドバイの名が付けられた。そしてピスタチオの世界的生産量に拍車をかけ、世界ピスタチオ生産量の63パーセントを占める米国のカリフォルニア州では、2023年に比べ2024年の生産量は69パーセント増加し、州の最高生産量記録を打ち立てたほか、生産量第二位のトルコでも同期に生産量が2倍へと増加した。
そのトルコでは"ドバイチョコレート"の需要が大幅に増加し原材料のピスタチオの値段が急騰した。2025年1月、同国の貿易省は、ピスタチオが闇市に流れ暴利商人が値段操作のため買占めることを懸念し、シリアからピスタチオを輸入し価格を安定させることを検討し始めた。